# Décès en 1405
Décès
- 1401
- 1402
- 1403
- 1404
- 1405
- 1406
- 1407
- 1408
- 1409

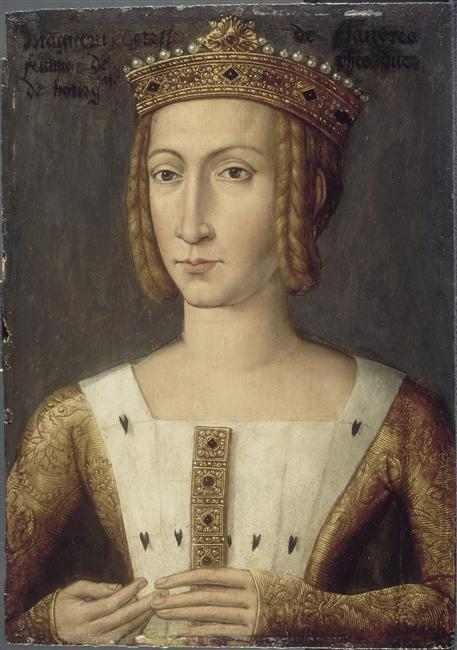
Marguerite III de Flandre, morte en 1405.

Cette page dresse une liste de personnalités mortes au cours de l'année 1405 :
- 18 février : Tamerlan, ou Timour le Boiteux, Timour le Grand, guerrier turco-mongol, beg, khan et émir.
- après le 3 mars : Marie Ire de Coucy, comtesse de Soissons.
- 16 mars : Marguerite III de Flandre, ou Marguerite de Male, dite Marguerite de Dampierre, comtesse de Flandre, comtesse de Rethel, comtesse de Nevers, comtesse d'Artois, comtesse de Bourgogne et  duchesse de Bourgogne.
- 2 avril : Bartolomeo Carafa della Spina, chevalier de l'ordre de Saint-Jean de Jérusalem, prieur de Hongrie et lieutenant du grand prieuré de Rome.
- 12 mai : Marie de Gueldre, duchesse de Gueldre et comtesse de Zutphen.
- 29 mai : Philippe de Mézières,  homme de guerre et un écrivain français.
- 8 juin : 
  - Thomas de Mowbray, 4e comte de Norfolk, 2e comte de Nottingham, 8e baron Segrave et 7e Baron Mowbray
  - Richard le Scrope, évêque de Lichfield puis archevêque d'York.
- 18 juin : Francesco Carbone, cardinal italien.
- 8 juillet : Marco Solari da Carona, sculpteur, architecte et ingénieur italien.
- 21 ou 26 juillet : Antonio Arcioni, dit le cardinal d'Ascoli, cardinal italien.
- Après le 19 août : Jean III, duc d’Oświęcim[1].
- 23 septembre: Barnim VI de Poméranie, duc de Poméranie.
- 24 septembre: Procope de Moravie, margrave Junior de Moravie.
- 2 octobre: Guillaume de Dormans, docteur en droit civil, évêque de Meaux, puis archevêque de Sens et premier président de la Cour des aides de Paris.
- 11 octobre : Hugues Raimbaud, évêque de Condom.
- 23 octobre : Antoine de Lovier,  évêque de Rennes puis évêque de Maguelone.
- 27 octobre : Al-Damiri, ou Muḥammad ibn Mûsâ Kamâl ad-Dîn ad-Damîrî, théologien et juriste musulman de l'école chaféite.
- 11 novembre : Milica de Nemanja, princesse puis abbesse.
- 28 novembre : Astorre Ier Manfredi,  condottiere italien.

- Sigismond Ier d'Anhalt-Dessau, prince allemand de la maison d'Ascanie qui règne conjointement sur la principauté d'Anhalt-Zerbst jusqu'en 1396, quand il devient le premier souverain de la principauté d'Anhalt-Dessau.
- Jean III d'Oświęcim, duc d’Oświęcim.
- Jean de Castille, prince de Castille.
- Richard de Lesmenez, évêque de Dol.
- Georges VII de Géorgie, roi de Géorgie.
- Francesco III Ordelaffi, connu en tant que 'Cecco III, noble italien.
- Jehan Pastoret, avocat du roi au Parlement de Paris sous le règne de Charles V et membre de la régence de Charles VI.
- Claus Sluter, sculpteur d’origine néerlandaise, fondateur de l’école de sculpture bourguignonne.
- Alexandre Stuart, surnommé Le Loup de Badenoch, seigneur de Badenoch, 1er comte de Buchan et seigneur du comté de Ross.

date incertaine (vers 1405)
- Nicolas Bataille, célèbre marchand de tapisserie.

## Crédit d'auteurs
- Cet article est partiellement ou en totalité issu de l'article intitulé « 1405 » (voir la liste des auteurs).